# Zsedényi Béla

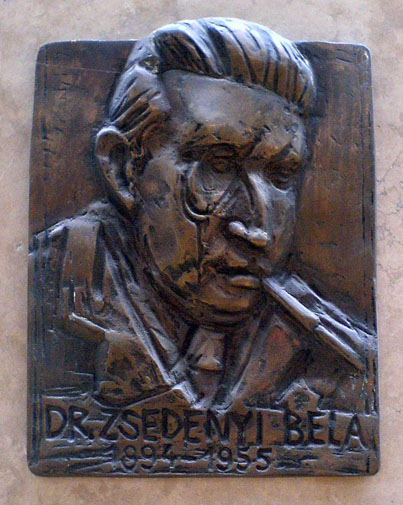
Emléktáblája a Miskolci Egyetem A/6 épületének falán

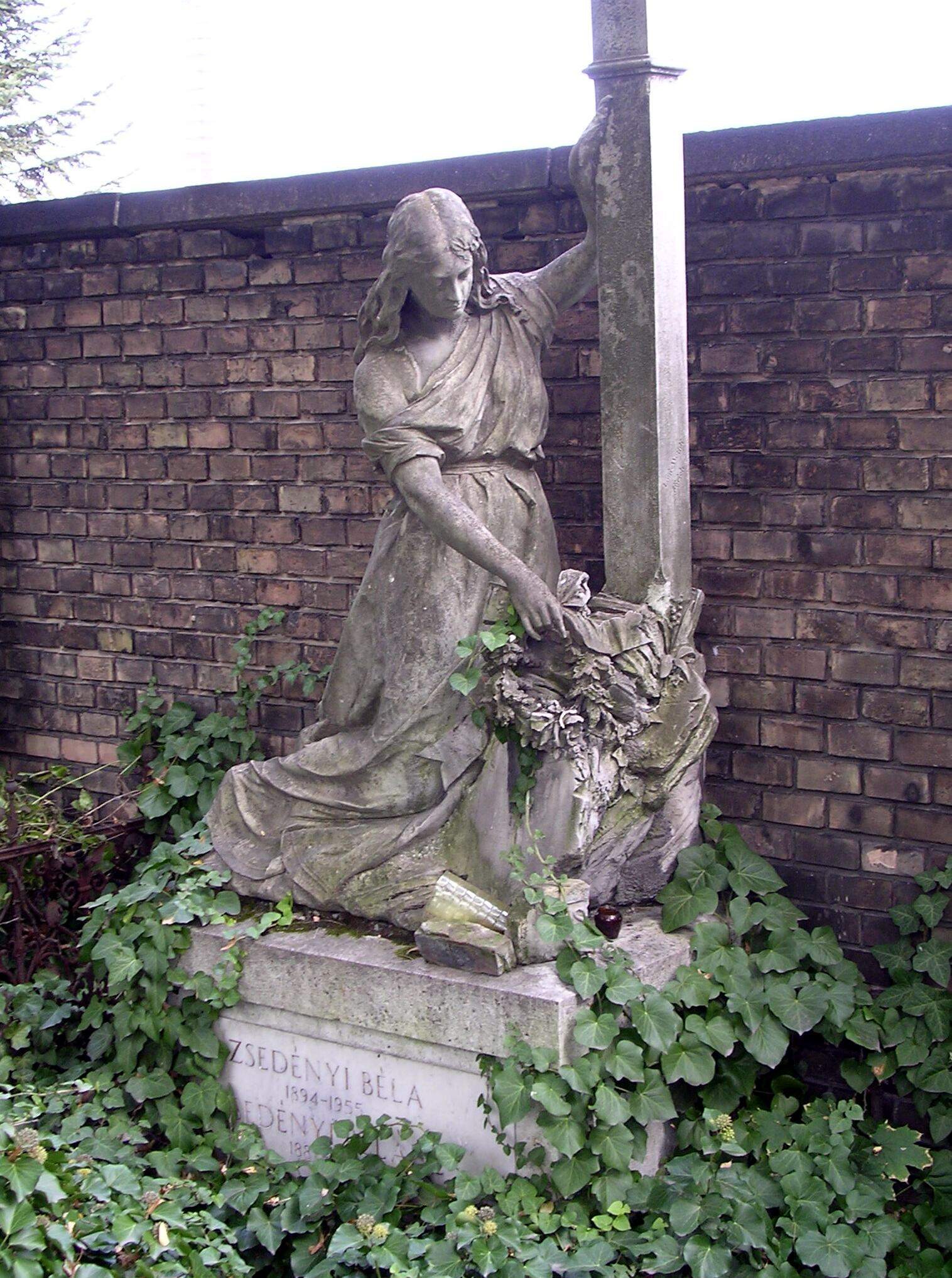
Feleségének sírja és Zsedényi Béla névtáblája a Fiumei úti sírkertben, Bal oldali falsírboltok 577. Louis Wethli alkotása

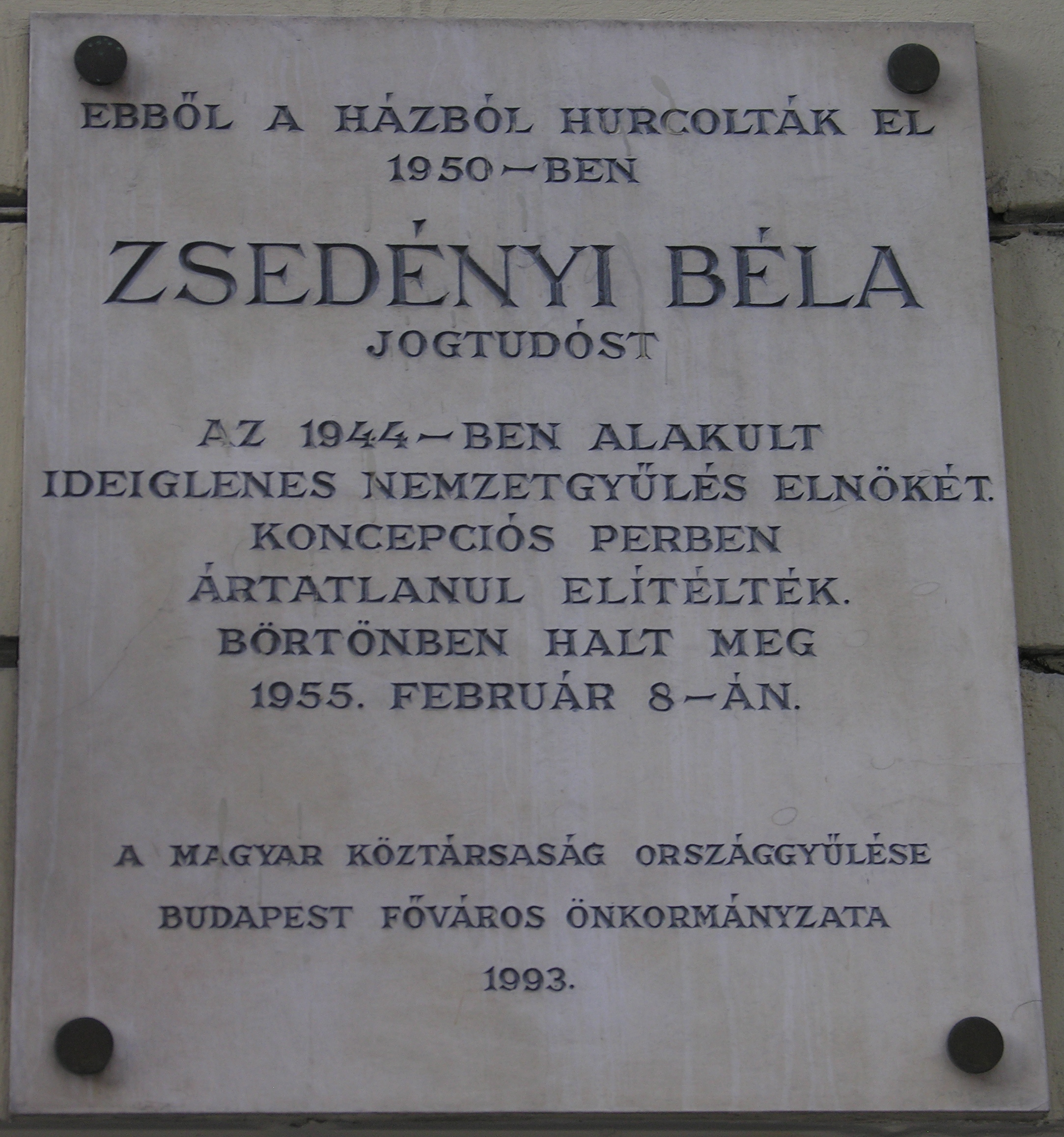
Emléktáblája egykori lakhelyén (V. ker., Veres Pálné u. 14)

Lőcsei Zsedényi Béla (Aknasugatag, 1894. április 5. – Budapest, 1955. február 8.) miskolci jogászprofesszor, az Ideiglenes Nemzetgyűlés elnöke.

## Élete
Apai ágon cipszer származású, egyik őse még német birodalmi nemesként települt át Magyarországra, az egykori Szepes vármegye területére, ahol 1649-ben III. Ferdinánd magyar királytól lőcsei előnévvel kapott magyar nemességet. Családja 1824-ig a Pfannschmidt vezetéknevet viselte, s a megye legtekintélyesebb protestáns családjai közé tartoztak. Egyik rokona, Zsedényi Ede országos hírű politikus, országgyűlési képviselő volt a reformkorban, majd a kiegyezés után Deák-pártiként ismét, haláláig. Béla apja, Ottó, bányamérnök volt az Aknasugatag melletti sóbányában.
Középiskolai tanulmányait Nagyszebenben majd Máramarosszigeten végezte. Jogi tanulmányait is a város jogakadémiáján kezdte, majd Budapesten fejezte be: jogi és államtudományi doktorátust szerzett. Az első világháború idején az olasz fronton szolgált. Számos kitüntetést kapott cselekedeteiért. Leszerelése után – 1919-ben – a közigazgatásban helyezkedett el: Komárom főjegyzője lett, de a csehszlovákok internálták, végül 1924-ben Magyarországra, Tolcsvára települt. Még 1921-ben megnősült, Ferenczfalvi Tavy Olíviát vette el; egy gyermekük született, Lilla (1926).
1925-től 1944-ig a miskolci evangélikus jogakadémia tanára volt. Magántanári habilitációját a pécsi egyetemen tette le 1928-ban. A Tiszai Evangélikus Egyházkerület világi főjegyzője és az evangélikus zsinat tagja volt. 1929-ben – a Független Demokrata Párt képviseletében, az MSZDP-vel közös listán – bekerült Miskolc város törvényhatósági bizottságába, majd a Magyar Külügyi Tanács tagja is volt. Rövid ideig támogatta Gömbös Gyula politikáját, de 1939-től már az ellenzéki Felsőmagyarországi Reggeli Hírlap főszerkesztője volt, míg be nem tiltották az újságot.
1944-ben Budapesten nyitott ügyvédi irodát, a német megszállás idején pedig bujkált. A nyilasok 1944. október 17-én mégis elfogták, Szilvásváradra internálták, de megszökött. 1944 decemberében az Ideiglenes Nemzetgyűlés tagjává, majd az alakuló ülésen, 1944. december 21-én elnökévé választották, és így 1945. január 26-ától december 7-éig a Nemzeti Főtanács elnöke is volt. 1945. november 4-én, elnöki mandátuma lejártával, az új nemzetgyűlés külön törvény alapján kilenc másik közéleti személyiséggel együtt meghívta képviselőnek. Mérsékelt politikusként részt vett a Pfeiffer Zoltán vezette Magyar Függetlenségi Párt megalapításában. Az 1947-es választásokon már e párt színeiben jutott be az országgyűlésbe. A pártja elleni kommunista akció keretében parlamenti mandátumát 1947. november 20-án megsemmisítették (a komplett frakcióéval együtt), ettől fogva ügyvédként tevékenykedett.
1950. május 24-én koholt vádak alapján letartóztatták, majd novemberben életfogytiglani börtönbüntetésre ítélték. Lánya, Lilla, aki addig opera- és hangverseny-énekesnő volt, fizikai munkát kellett, hogy vállaljon. Felesége 1952-ben közlekedési baleset áldozata lett. Zsedényi Béla a gyűjtőfogházban hunyt el 1955-ben, és titokban temették el a rákoskeresztúri Új köztemető 301-es parcellájában.
Rehabilitációját 1957-ben indították el, de mivel addigra már elhunyt, a perújításra csak 1963-ban került sor. A korábbi ítéletet nem nyilvános tárgyaláson megsemmisítették, és minden vádpontban felmentették, a családját (és a közvéleményt) azonban csak 1989. július 6-án értesítették. 1990. február 28-án az Országgyűlés is megemlékezett róla, ünnepélyes újratemetése földi maradványainak azonosítása után, 1990. december 20-án volt. A ceremónián részt vett Göncz Árpád köztársasági elnök és Antall József miniszterelnök is.
Nyughelye 2023-ban is az Új köztemető 301-es parcellájának 11. sor, 11. sírhelye. Felesége hamvai és Zsedényi Béla márvány névtáblája a Fiumei úti sírkert Falsírboltok bal oldal 577. sír alatt található.

## Emlékezete
1991-ben a Miskolci Egyetemen Zsedényi-domborművet helyeztek el az A/6. épületben, Máger Ágnes alkotását, és előadótermet neveztek el róla. 1993-ban egykori budapesti lakóházán (Veres Pálné utca 14.) helyeztek el emléktáblát. Nevét utca  őrzi Miskolcon, a Martinkertvárosban.

## Főbb művei
- Az alkotmányjogi reformok politikai problémái; Dunántúl Ny., Pécs, 1925 (Miskolci Ev. Jogakadémia tudományos értekezéseinek tára)
- A Csehszlovák Köztársaság alkotmánya; Magyar Jövő Ny., Miskolc, 1925 (Miskolci Jogászélet könyvtára)
- A magyarhoni ág. hitv. ev. egyház főtisztviselőinek részvétele az országgyűlés felsőházában; Magyar Jövő Ny., Miskolc, 1926 (Miskolci Ev. Jogakadémia tudományos értekezéseinek tára)
- A törvényhatóságok képviselete az országgyűlésben; Magyar Jövő Ny., Miskolc, 1927 (Miskolci Ev. Jogakadémia tudományos értekezéseinek tára)
- Miskolc szellemi élete és kultúrája; Magyar Jövő Ny., Miskolc, 1929 (Miskolci Ev. Jogakadémia tudományos értekezéseinek tára)
- Hierarchia és kyriarchia a magyarhoni ág. hitv. ev. egyház alkotmányfejlődésében; Ludvig-Janovits Ny., Miskolc, 1930
- Új választójogot! Választójogi reformtervek; Miskolci Ny., Miskolc, 1931
- A Felsőház új jogköre; Fekete Ny., Miskolc, 1938 (Miskolci Ev. Jogakadémia tudományos értekezéseinek tára)